# Aghasadig Gueraybeyli
 (février 2025).
Aghasadig Guéraybeyli (en azéri : Ağasadıq Ağaəli oğlu Gəraybəyli ; né le 15 mars 1897 à Chamakhi et mort 5 décembre 1988 à Bakou) est un acteur de théâtre et de cinéma azerbaïdjanais, Artiste du peuple de la RSS d'Azerbaïdjan (1940).

## Biographie
Agasadig Aghaali oglu Guéraybeyli est né en 1897, dans le village de Guéraybeyli, district d'Ismayilli, qui s'appelait à l'époque district de Shamakhi. Garaybeyli reçoit sa première éducation à Bakou, étudiant dans la même classe avec le futur éminent dramaturge Djafar Djabbarli. Il étudie auprès de Mirmahmud Kazimovsky et Huseyn Arablinsky. Grâce à ce dernier, il devient membre des associations de théâtre amateur Nijat puis Safa. Grâce aux soins d'Uzeyir Hadjibeyov, il s'inscrit à un cours de théâtre. Tout au long de sa carrière théâtrale, il joué dans plus de 200 rôles différents :Nadir Shah de Nariman Narimanov, Arshin Mal Alan d'Uzeyir Hadjibeyli, Sevil de Djafar Djabbarli, La Fiancée du Feu, En 1905, plus tard Vaqif, Hayat,  Douzième Nuit. En plus du théâtre, il interprète des personnages intéressants au cinéma.  
De 1933 jusqu'au dernier jour de sa vie, il travaille au Théâtre dramatique académique d'État d'Azerbaïdjan. Il était voisin de Bul-Bul, de l'écrivain populaire Mirza Ibrahimov et du poète populaire Suleyman Rustam.

## Titres et distinctions
- Artiste honoré de la RSS d'Azerbaïdjan  — 1er février 1936
- Artiste du peuple de la RSS d'Azerbaïdjan  — 23 avril 1940
- Ordre du Drapeau Rouge du Travail — 9 juin 1959
- Ordre de la Révolution d'Octobre — 15 mars 1977
- Ordre de Lénine
- Ordre de l'insigne d'honneur

## Mémoire
- En 1974, Film « Aghasadig Guéraybeyli »
- Le 110e anniversaire de sa naissance et le 80e anniversaire de sa carrière scénique solennellement célébrés en 2007
- Le 120e anniversaire d'Agasadig Guéraybeyli célébré le 8 novembre 2017, au Théâtre dramatique national académique d'État d'Azerbaïdjan[3].